# María de los Ángeles Duarte

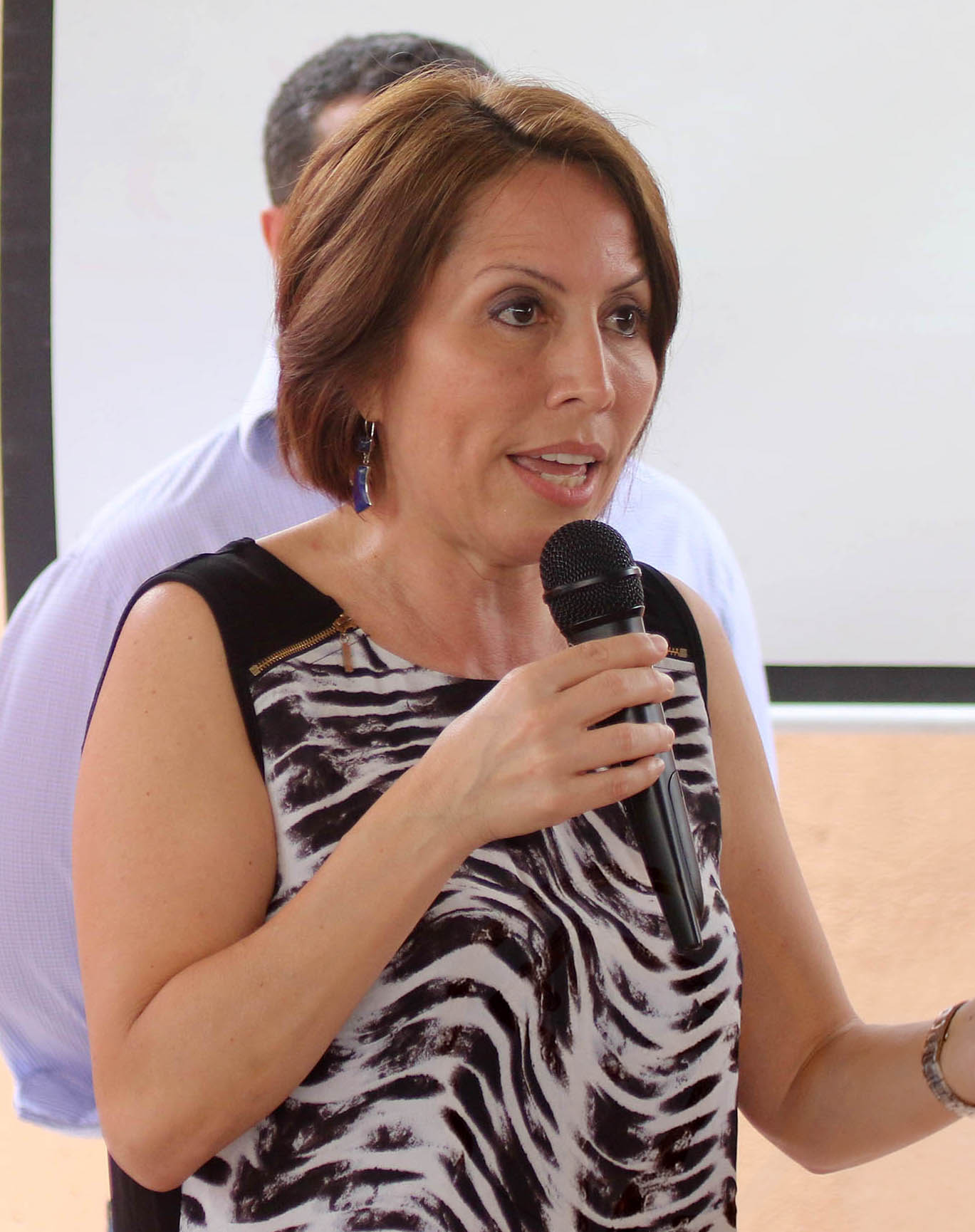
María de los Ángeles Duarte

María de los Ángeles Duarte Pesantes (* 15. Februar 1963 in Guayaquil) ist eine ehemalige Kabinettsministerin und Politikerin aus Ecuador. Sie hatte mehrere Ministerämter inne, darunter von 2007 bis 2009 das Amt der Ministerin für Stadtentwicklung und Wohnungsbau, von Juni 2009 bis April 2010 das Amt der Ministerin für wirtschaftliche und soziale Integration sowie von 2010 bis März 2014 das Amt der Ministerin für Verkehr und öffentliche Arbeiten. Im Jahr 2020 wurde Duarte jedoch wegen Bestechung angeklagt und suchte daraufhin Zuflucht in der argentinischen Botschaft in Quito.

## Leben
Ángeles Duarte wurde 1963 in Guayaquil geboren. Sie hatte verschiedene Ministerpositionen in der ecuadorianischen Regierung inne. Dazu zählten die Ministerin für Verkehr und öffentliche Arbeiten von April 2010 bis März 2014, die Ministerin für Stadtentwicklung und Wohnungswesen von 2007 bis 2009 sowie die Ministerin für wirtschaftliche und soziale Integration zwischen Juni 2009 und April 2010.
Nachdem ein Korruptionsfall den ehemaligen Präsidenten Rafael Correa belastete, suchte Ángeles Duarte, in der argentinischen Botschaft in Quito Zuflucht. Einige betrachten dies als „Rechtsmissbrauch,“ da das Recht für politische Zwecke genutzt wird. Sowohl der Präsident als auch der Vizepräsident wurden im Jahr 2020 zu Gefängnisstrafen verurteilt. Im Jahr 2021 befand sich Ángeles Duarte noch immer in der Botschaft und sah sich einer achtjährigen Gefängnisstrafe gegenüber, weil sie sich weigerte, eine elektronische Fußfessel zu tragen. Dies führte zu einer zusätzlichen Strafe.